# Josef Suk (tonsättare)

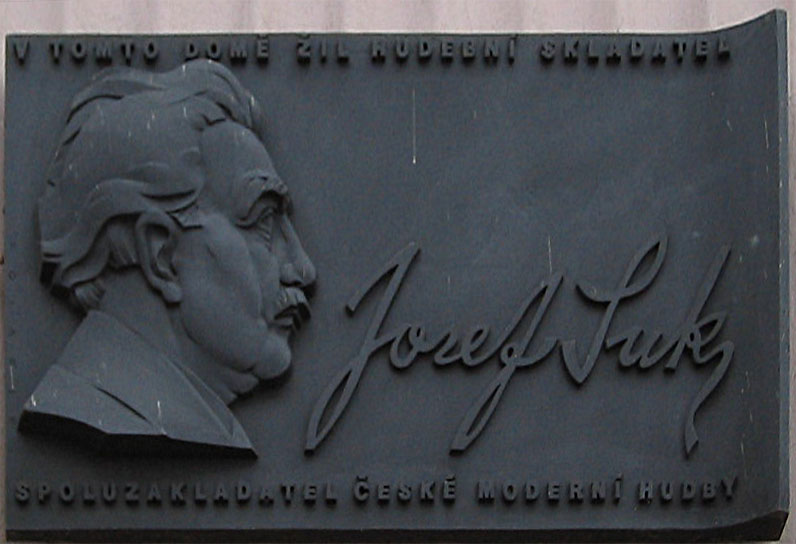
Minnestavla i Prag

Josef Suk, född 4 januari 1874 i Křečovice, död 29 maj 1935 i Benešov (nära Prag), var en tjeckisk tonsättare, violinist och musikpedagog. 
Suk studerade i Prag för Anton Bennewitz, Josef Jiránek, K. Stecker, K. Knittel och Antonín Dvořák. Hans kompositioner visar stort inflytande från Dvořák, vars dotter han gifte sig med 1898.

## Viktiga verk
- Missa Křečovicensi (1888)
- Fantasi för violin och orkester (1888)
- Dramatisk uvertyr (1891)
- Serenad Ess-dur för stråkorkester (1892)
- Symfoni E-dur (1899)
- Symfoni Asrael c-moll (1906)
- Symfonisk dikt Praha (1904)
- Symfonisk dikt Pohádka léta (1909)
- Symfonisk dikt Zráni (1918)
- Epilog för baryton, damkör och orkester (1932)
- Flera kammarverk, bland annat
  - Pianokvartett c-moll (1891)
  - Pianokvintett g-moll (1893, omarbetad 1915)
  - Pianotrio c-moll (1890)
  - Stråkkvartett B-dur (1896, omarbetat 1915)
  - Stråkkvartett Dess-dur (1911)